# Place Nicolas Demidoff
 (mai 2024).
La mise en forme du texte ne suit pas les recommandations de Wikipédia : il faut le « wikifier ».
Les points d'amélioration suivants sont les cas les plus fréquents. Le détail des points à revoir est peut-être précisé sur la page de discussion.
- Les titres sont pré-formatés par le logiciel. Ils ne sont ni en capitales, ni en gras.
- Le texte ne doit pas être écrit en capitales (les noms de famille non plus), ni en gras, ni en italique, ni en « petit »…
- Le gras n'est utilisé que pour surligner le titre de l'article dans l'introduction, une seule fois.
- L'italique est rarement utilisé : mots en langue étrangère, titres d'œuvres, noms de bateaux, etc.
- Les citations ne sont pas en italique mais en corps de texte normal. Elles sont entourées par des guillemets français : « et ».
- Les listes à puces sont à éviter, des paragraphes rédigés étant largement préférés. Les tableaux sont à réserver à la présentation de données structurées (résultats, etc.).
- Les appels de note de bas de page (petits chiffres en exposant, introduits par l'outil «  Source ») sont à placer entre la fin de phrase et le point final[comme ça].
- Les liens internes (vers d'autres articles de Wikipédia) sont à choisir avec parcimonie. Créez des liens vers des articles approfondissant le sujet. Les termes génériques sans rapport avec le sujet sont à éviter, ainsi que les répétitions de liens vers un même terme.
- Les liens externes sont à placer uniquement dans une section « Liens externes », à la fin de l'article. Ces liens sont à choisir avec parcimonie suivant les règles définies. Si un lien sert de source à l'article, son insertion dans le texte est à faire par les notes de bas de page.
- La présentation des références doit suivre les conventions bibliographiques. Il est recommandé d'utiliser les modèles {{Ouvrage}}, {{Chapitre}}, {{Article}}, {{Lien web}} et/ou {{Bibliographie}}. Le mode d'édition visuel peut mettre en forme automatiquement les références.
- Insérer une infobox (cadre d'informations à droite) n'est pas obligatoire pour parachever la mise en page.

Pour une aide détaillée, merci de consulter Aide:Wikification.
Si vous pensez que ces points ont été résolus, vous pouvez retirer ce bandeau et améliorer la mise en forme d'un autre article.
 (mai 2024).
La place Nicola Demidoff est un agrandissement du centre historique de Florence, sur la rive gauche de l'Arno (Oltrarno), donnant sur le lungarno Serristori et rue des Renai. Il est dédié à l'ambassadeur de Russie Nicolas Demidoff.

## Histoire et description

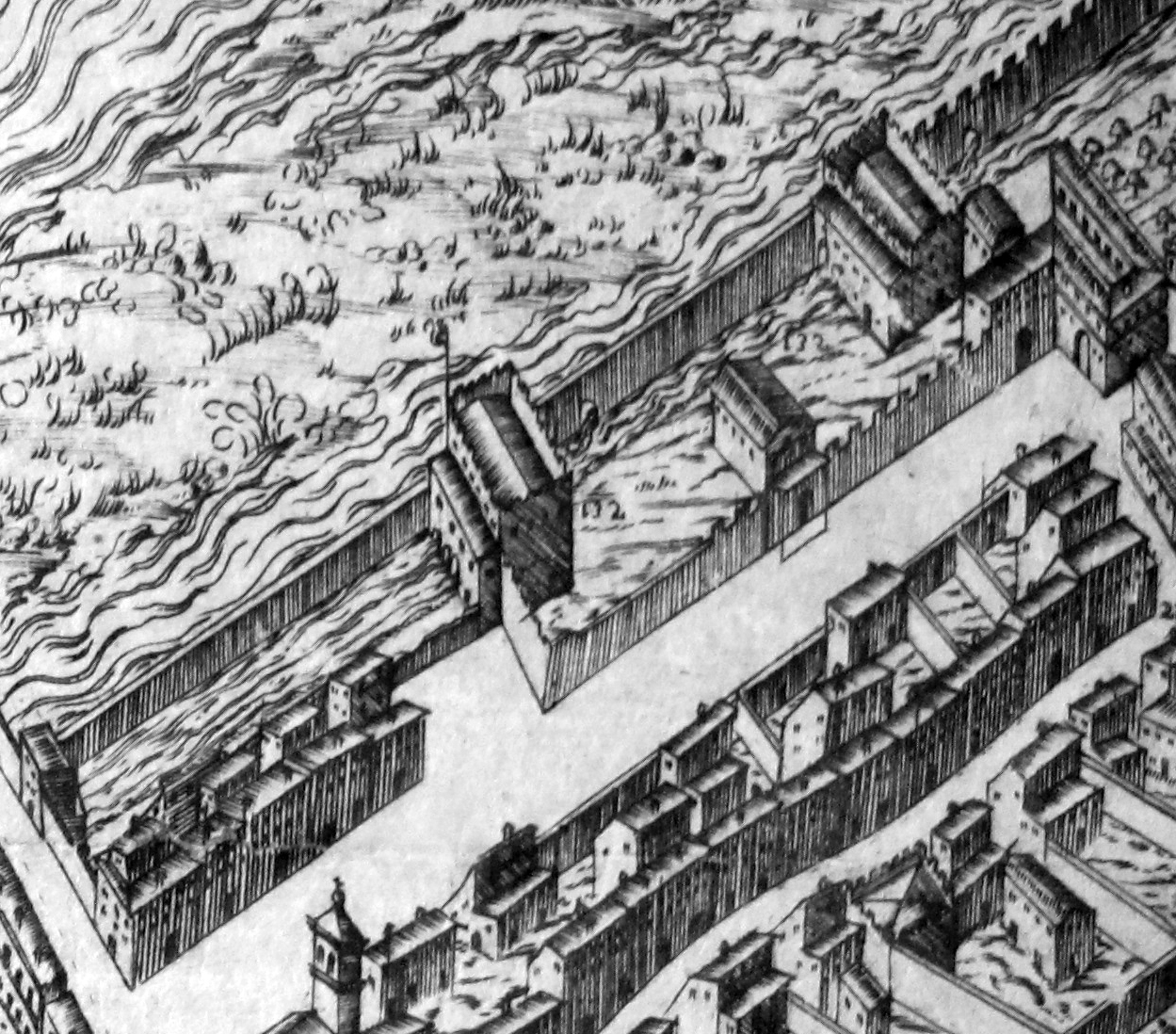
Le Mulina dans le plan de Buonsignori (1594)

Dans l'Antiquité, cette rive de l'Arno était occupée par le complexe de le Mulina di San Giorgio, une suite de moulins fortifiés qui, via un canal détourné du fleuve et entouré d'un mur avec des merlons, activent le processus de mouture du grain et d'autres activités. Le canal Mulina traversait également le pont Rubaconte et faisait fonctionner des structures semblables près du palais Del Nero, et son débouché dans l'Arno existe toujours, il est visible sous le Lungarno Torrigiani. De plus, le « Renaio » se trouvait ici, un dépôt de sable alimenté par la rivière, dont les ouvriers du sable extrayaient du gravier pour la construction .
La place a été réalisée entre 1869 et 1870 sur la base d'un projet de Luigi Del Sarto (directeur du Bureau des Arts de la ville) dans le cadre des travaux d'aménagement de cette partie du Lungarno, eux-mêmes imputables au projet général d'agrandissement de la ville définie par Giuseppe Poggi pour répondre aux nouveaux besoins dictés par le choix de Florence comme capitale du royaume d'Italie. Plus précisément, la donation à la municipalité de Florence, en 1869, du grandiose monument à Nicolas Demidoff par ses fils Paul et Anatole, fut décisive dans sa définition actuelle.
Le monument marque le centre et l'émergence de la place. Celle-ci peut être décrite comme un jardin qui, du côté du Lungarno, se trouve à la même hauteur que la rue. En raison de la différence de hauteur de la Via dei Renai qui passe derrière elle (et qui, grâce à cette dépression, servait autrefois de carrière de sable), elle est circonscrite des autres côtés par un mur en pierre séchée couronné d'une rambarde continue, au-delà de laquelle courent les rues qui rejoignent la Via dei Renai depuis le Lungarno. Cette disposition remonte à 1871 environ, année d'inauguration du monument. Les statues, réalisées en marbre de Paros, montrèrent bien vite des signes de détérioration : Giuseppe Martelli fut chargé de créer l'élégante couverture de fer et de verre qui préserve encore aujourd'hui le monument.
Le jardin est assez fréquenté, malgré son extension limitée, en plus de représenter une agréable interruption dans la vue d'ensemble du rideau de bâtiments du Lungarno, notamment comme espace d'arrêt et de repos. Dans le jardin, en plus du monument, on trouve des parterres de fleurs, des tilleuls et, au fond, deux abris datant du début du XXe siècle destinés aux outils des jardiniers, qui concourent à restituer au visiteur l'aspect de la décoration urbaine envisagée par la bourgeoisie florentine entre le XIXe siècle et le début du siècle suivant.

### Bâtiments
Les plus petits côtés du palais Serristori (avec la plaque sur l'histoire du palais) et le bâtiment du Lungarno Serristori donnent sur la place, tandis que les immeubles derrière la place font partie de Via dei Renai. Il faut signaler le palais Demidoff Amici (n° 5-7 de la Via dei Renai) où vivait la famille Demidoff, même s’il ne donne pas sur la place, et qui a déterminé le choix de l'emplacement du monument ici et donc le sort de la place elle-même. Le « Bar Necchi », rendu célèbre par le film Amici miei, rappelé aujourd'hui par une plaque, fait aussi partie de la Via dei Renai.

### Le monument à Demidoff

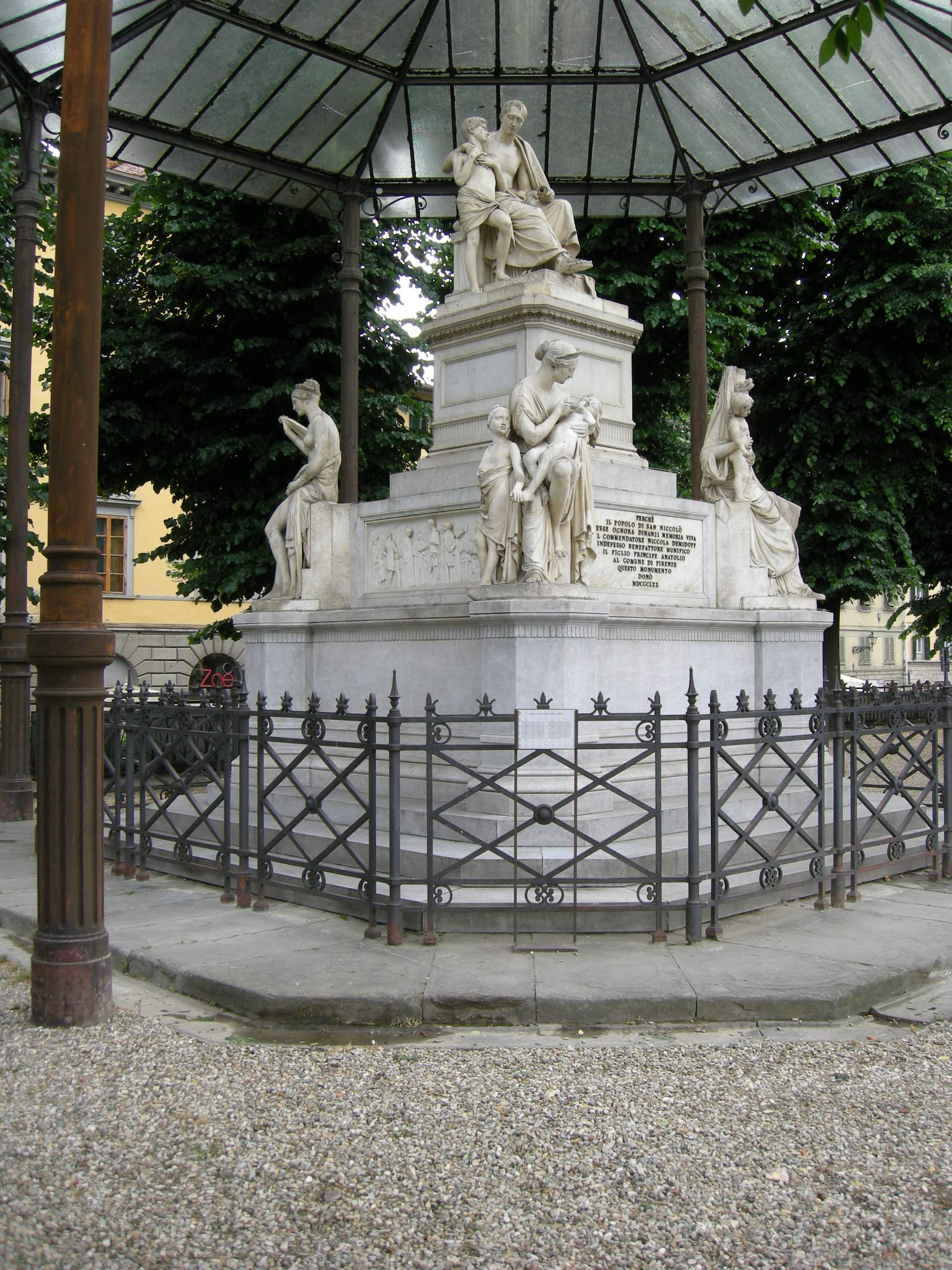
Groupe sculptural de Lorenzo Bartolini en l'honneur de Nicolas Demidoff

Le monument à Demidoff est plus ancien que la place qui l'accueille. En 1828, ses fils Anatolio et Paolo Demidoff commandent au sculpteur Lorenzo Bartolini un monument commémoratif en marbre de Nicolas Demidoffencerclé de quatre groupes allégoriques représentant ses vertus bienfaisantes, réalisé entre 1830 et 1849 (terminé seulement en 1871 par Pasquale Romanelli, élève de Bartolini, après la mort de l'artiste). D'abord, le monument aurait dû être mis dans le jardin de villa de San Donato, mais il a été placé à l'intérieur, dans une magnifique chapelle avec un coupole revêtue de malachite conçue par Giuseppe Martelli ; plus tard, Paolo Demidoff en fit don à la municipalité de Florence, qui l'a installé là où il est aujourd'hui.